# ام.آی.ال.اف. دلار
«ام.آی.ال.اف.دلار» (به انگلیسی: M.I.L.F. $) تک‌آهنگی از هنرمند اهل ایالات متحده آمریکا فرگی است که در ۱ ژوئیه ۲۰۱۶ منتشر شد.

## موزیک ویدئو
موزیک ویدئو این آهنگ را کالین تلی کارگردانی کرد فیلمبرداری این ویدئو در لس آنجلس انجام شد.در این ویدئو افرادی مثل سی‌یرا، کریسی تیگن، الساندرا آمبروزیو، کیم کارداشیان، جما وارد، تارا لین، دوون اوکی، آنجلا لیندوال، ایزابلی فونتانا، آمبر والتا و ناتاشا پلی ایفای نقش کرده اند.